# Гилпин, Уильям (художник)
Уильям Гилпин (англ. William Gilpin, 4 июня 1724, Карлайл, Камберленд, Северо-западная Англия — 5 апреля 1804, Болдр, Хэмпшир, Англия) — священник англиканской церкви и художник-любитель романтического направления, поэт, эссеист, рисовальщик, акварелист и гравёр, теоретик изобразительного искусства. Известен как один из зачинателей идеи живописности (живописной красоты) и стиля пикчуреск в английском садово-парковом искусстве.
Его младший брат — художник-анималист Сори Гилпин (1733—1807); племянник — акварелист и садовый мастер Уильям Сори Гилпин (1762—1843).

## Биография
Отец Уильяма был капитаном вооруженных сил и художником-любителем. С детства Уильям увлекался рисованием и коллекционированием гравюр. Его младший брат Сори Гилпин впоследствии стал профессиональным художником, а Уильяму досталась карьера священника. В 1748 году он окончил колледж Королевы в Оксфорде.
Ещё в годы учения Гилпин сочинил и опубликовал «Диалог о садах в Стоу в Букинхэмшире» (A Dialogue upon the Gardens… at Stow in Buckinghamshire, 1748). Книга совмещала жанры путеводителя по знаменитому парку и эстетического эссе о природе живописности. Гилпин работал школьным учителем, а затем, в 1755 году, стал директором школы в Саттоне на южной окраине Лондона. Он стал успешным и уважаемы педагогом. С 1777 года переехал с женой Маргарет в Нью-Форест, Хэмпшир, где стал викарием местной церкви.

## Стиль «пикчуреск»
В 1768 году Гилпин опубликовал «Эссе об отпечатках» (Essay on Prints), в котором он определил «пикчуреск» (англ. picturesque — живописность) как «такую красоту, которая приятна на картине» (kind of beauty which is agreeable in a picture). «Эссе об отпечатках» включает три «наблюдения» (remarks): «Принципы живописной красоты» (The Principles of picturesque Beauty), «Различные виды отпечатков» (The different Kinds of Prints) и «Характеры самых известных мастеров» (The Characters of the most noted Masters). В «Принципах живописной красоты» Гилпин изложил понимание «живописной красоты» (picturesque beauty), основанное на знании английской пейзажной живописи и опыта использования «метода пятен» Александра Козенса, который использовал случайные пятна и подтёки краски (англ. blots) на бумаге для создания причудливых пейзажей. Пятна на бумаге при небольшой доработке образовывали облака, небо, горы и деревья. Сам Гилпин восхищённо пишет о «зелёном бархате мха», древесной коре, покрывающей деревья «узелками и бахромой». Книга в том же 1768 году выдержала два издания.
В конце 1760-х и 1770-х Гилпин много путешествовал во время летних каникул и применял эти принципы к пейзажам, которые он видел и зарисовывал в путевых тетрадях. Эти тетради передавали друг другу его друзья, среди них — поэт, рисовальщик и садовод Уильям Мэйсон, а те передавали рисунки Гилпина просвещённым меценатам и аристократам: поэту и публицисту Томасу Грею, писателю и антиквару Хорасу Уолполу, королю Георгу III. Идеи Гилпина и концепцию стиля «пикчуреск» развивал английский теоретик искусства Ричард Пэйн Найт в трактате "Аналитическое исследование принципов вкуса (An Analytical Inquiry into the Principles of Taste, 1805).
Гилпин иногда комментировал замысловатые пейзажи Козенса в стиле «пикчуреск», зарождавшимся в то время в английском искусстве. Позднее идеи Гилпина в применении к разным видам искусства, включая садово-парковое искусство и архитектуру развивали Ричард Пэйн Найт, Томас Джонс и Вендел Прайс.
В 1782 году по инициативе Мэйсона Гилпин опубликовал «Наблюдения на реке Уай, и некоторых частях Южного Уэльса… Относящиеся главным образом к живописной красоте; сделано летом 1770 года» (Observations on the River Wye, and several parts of South Wales, etc. relative chiefly to picturesque beauty; made in the summer of the year 1770). Книга проиллюстрирована «принтами» входившей тогда в моду техники акватинты на основе эскизов Гилпина. Работу выполнил его племянник Уильям Сори Гилпин. Затем последовали «Наблюдения» на Озерном крае и на западе Англии, и многие другие.
Гилпин считал, что природа хороша в «создании текстур и цветов», но она редко способна создать идеальную композицию. Обычно требуется дополнительная помощь художника. Над теориями Гилпина посмеивались, их критиковали не только в академиях, но и в аристократических гостиных. Например, в репликах Элизабет Беннет, героини романа Джейн Остин «Гордость и предубеждение» (1813). Однако идеи Гилпина появились в эпоху путешествий, в том числе в самой Англии, в поисках пейзажных красот, не только естественных, но и искусственных «пейзажных парков» и «живописных садов» (picturesque gardens). Это обеспечило художнику популярность.

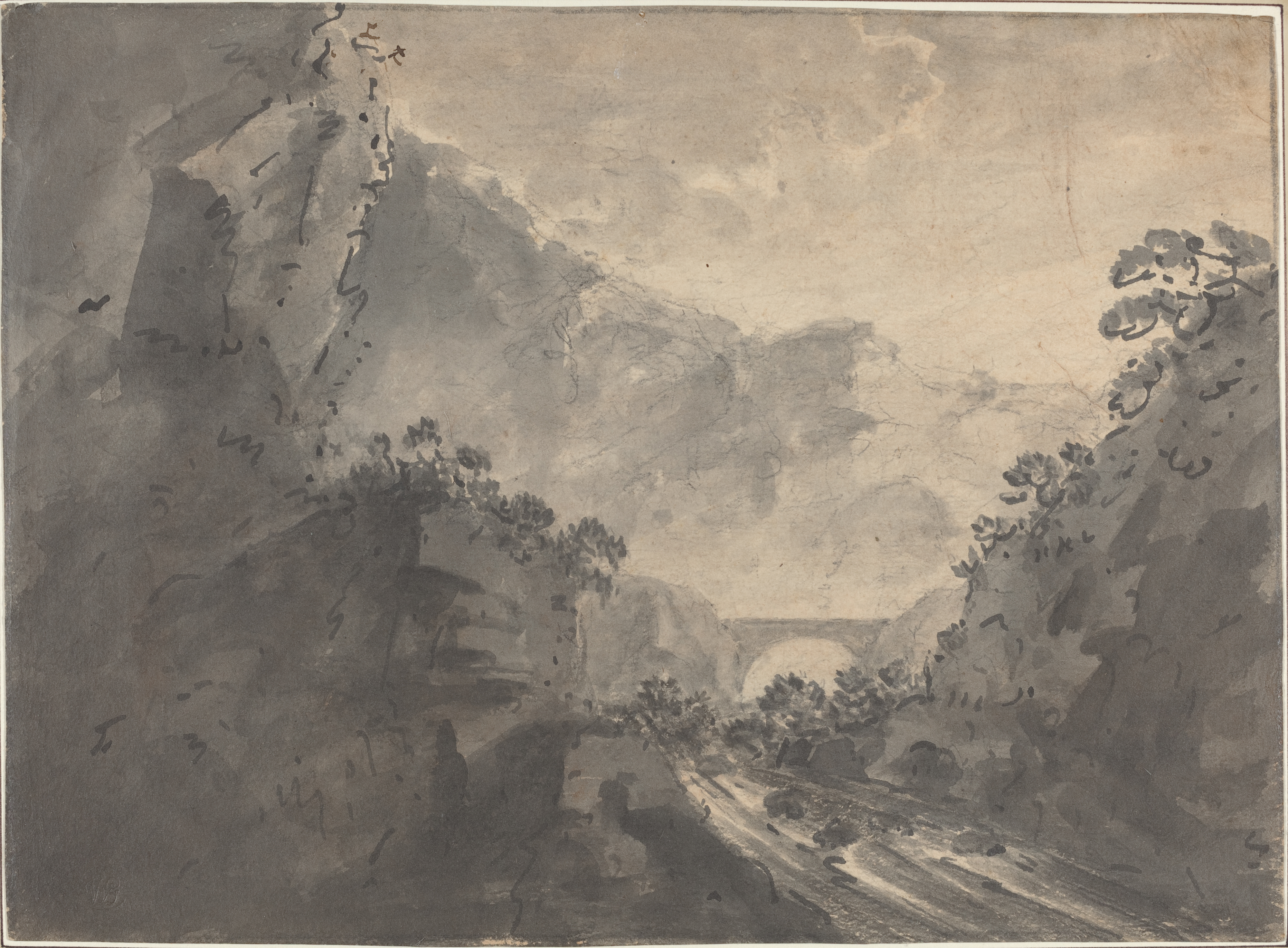
Живописный ландшафт. Бумага, тушь, перо, кисть. Национальная галерея искусства, Вашингтон
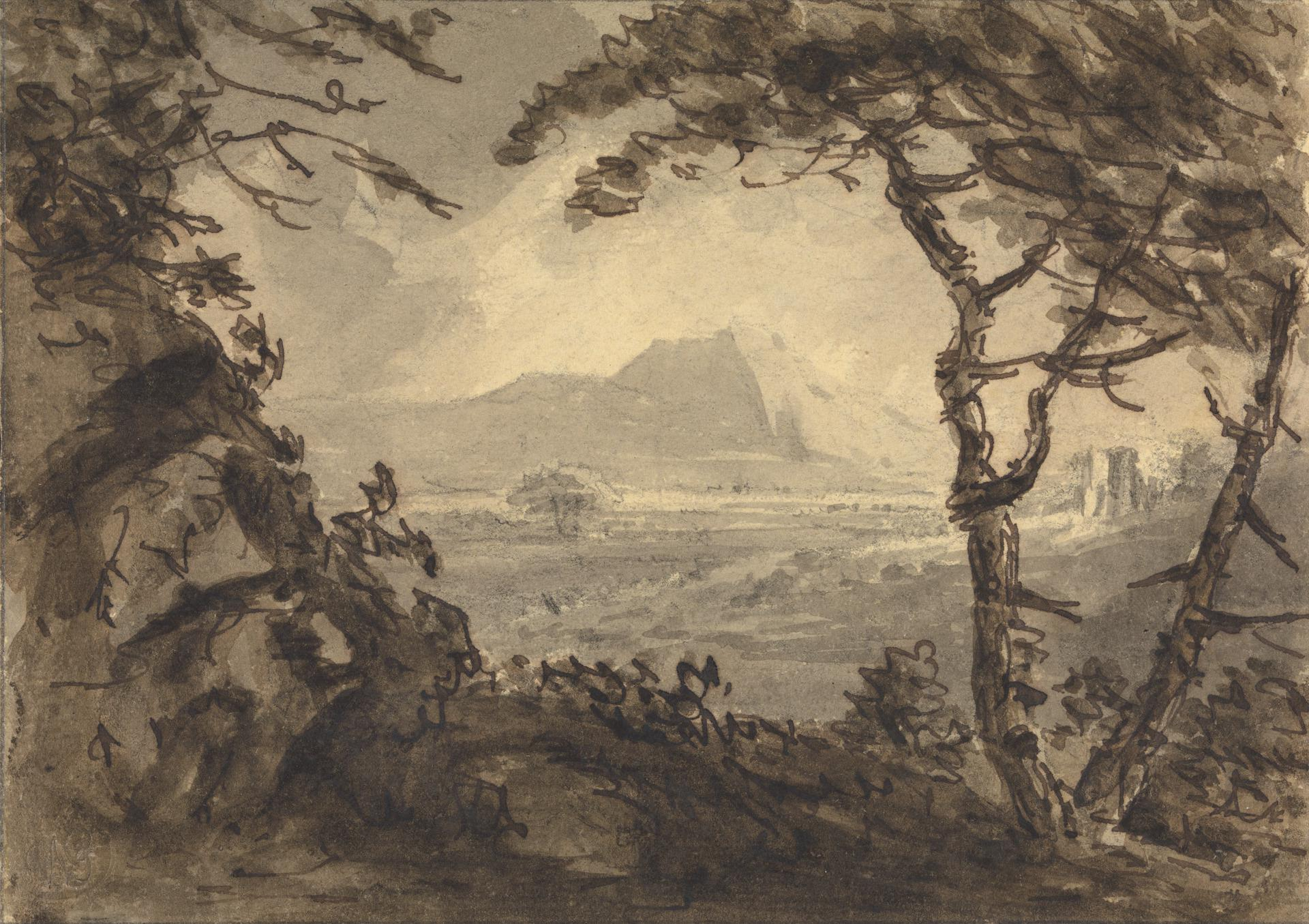
Пейзаж с горой на дальнем плане.  Между 1745 и 1748. Бумага, тушь, перо, кисть. Йельский центр британского искусства, Нью-Хейвен, Коннектикут, США
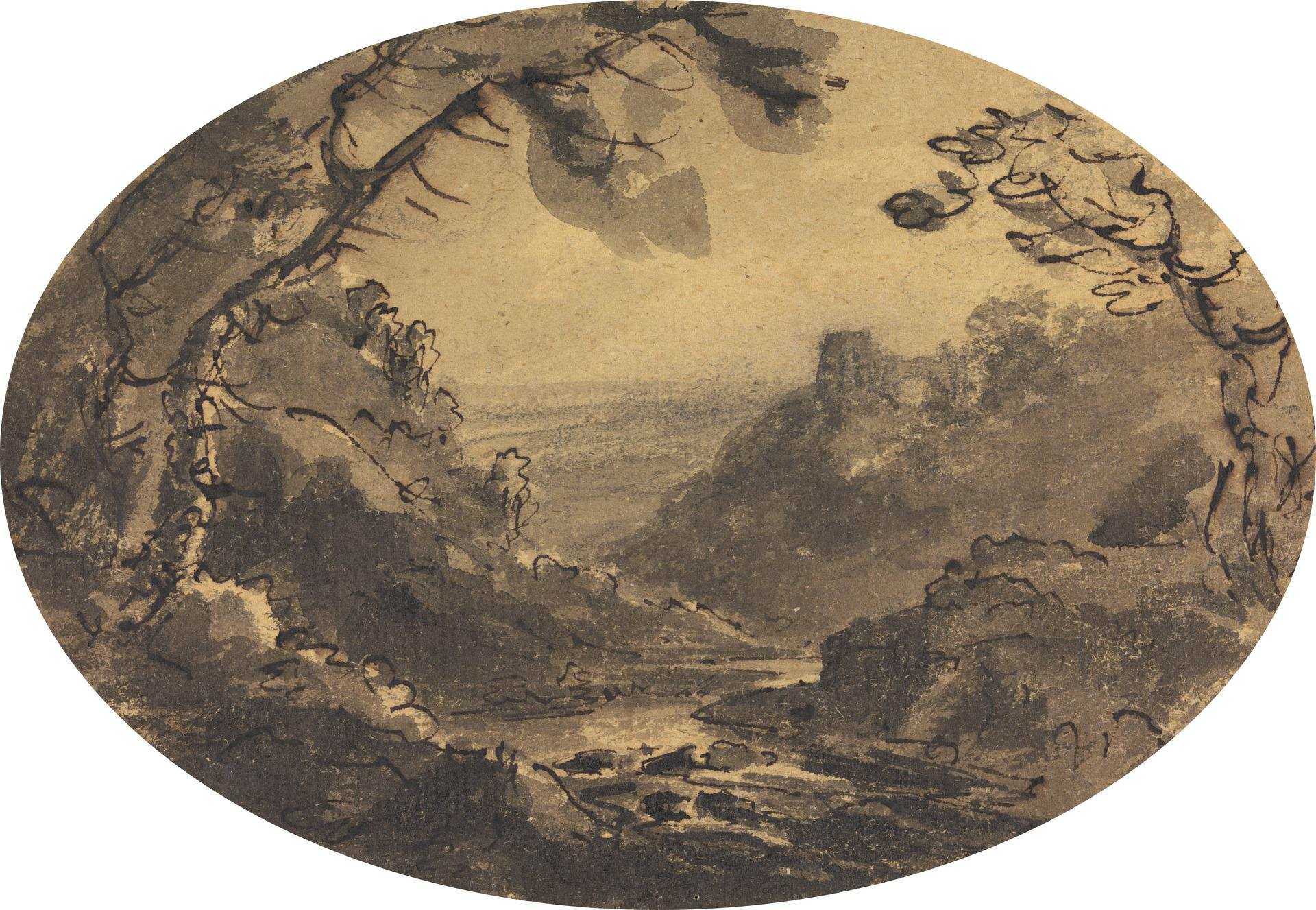
Пейзаж. Между 1762 и 1783. Тонированная бумага, тушь, перо, кисть. Йельский центр британского искусства, Нью-Хейвен, Коннектикут, США
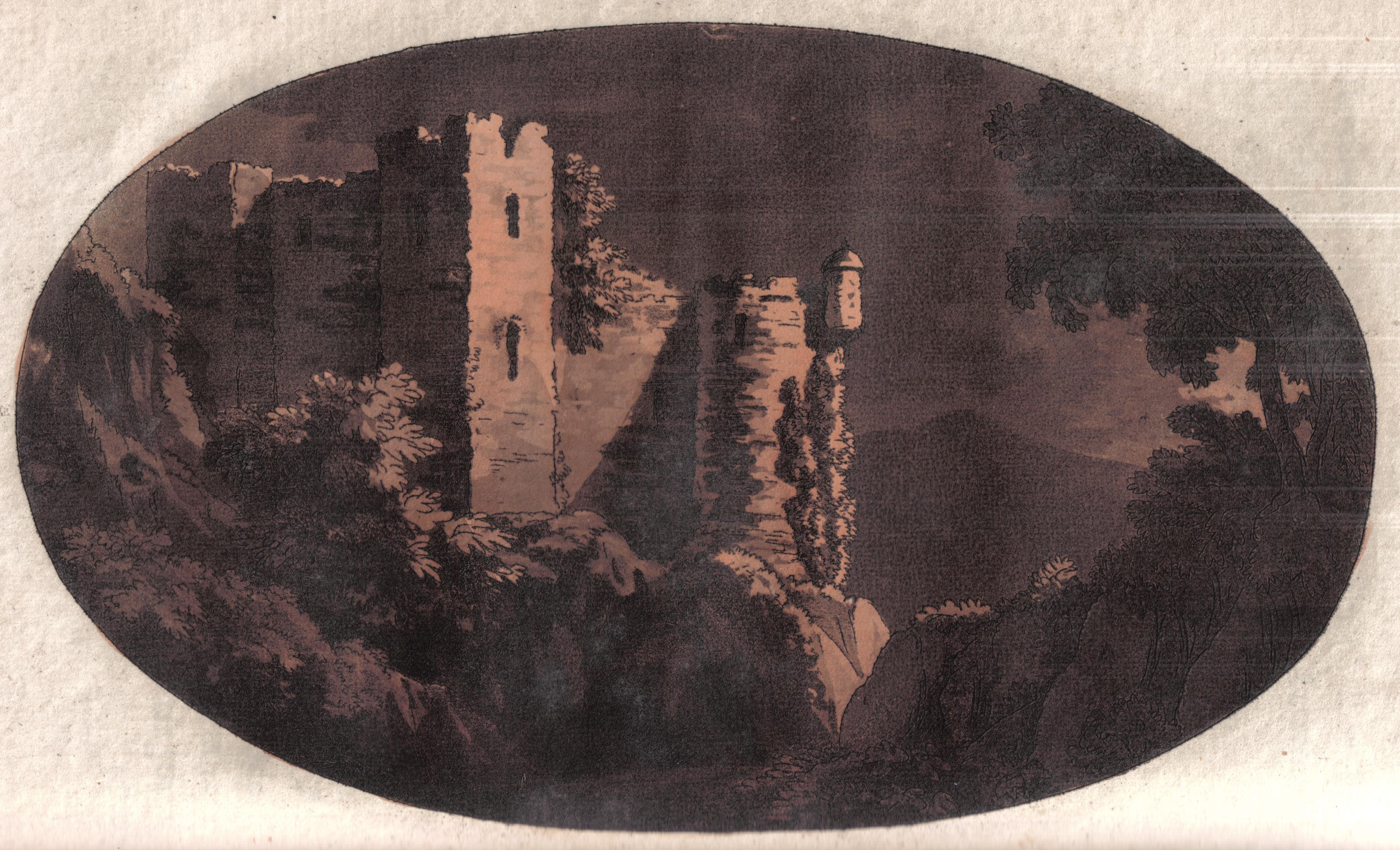
Замок Пенрит. Бумага, акварель, тушь, кисть. Из книги «Наблюдения, касающиеся главным образом живописной красоты, сделанные в 1772 году»
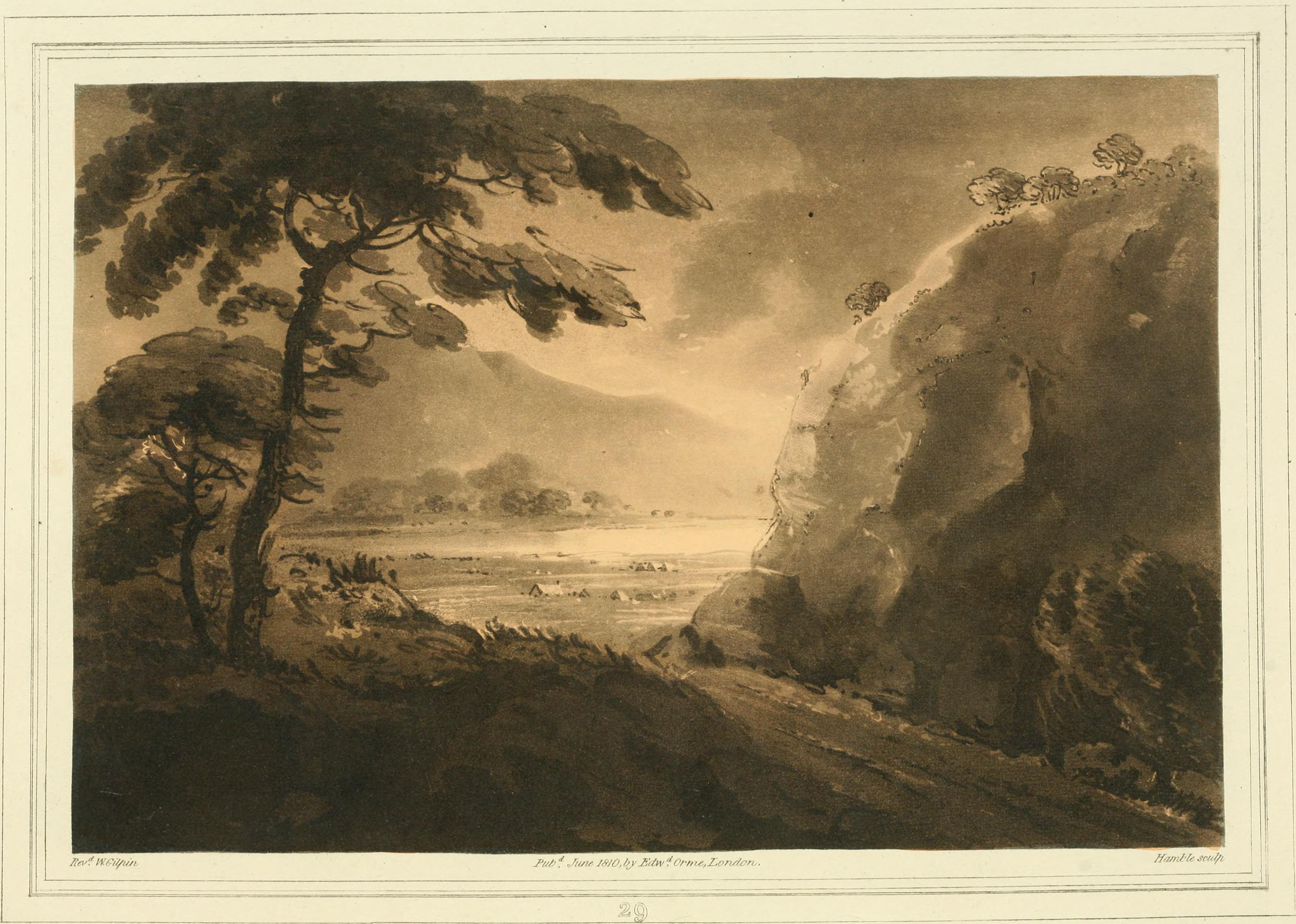
Полдень. 1810. Библиотека Исследовательского института Гетти ( GRI ), Лос-Анджелес, Калифорния, США
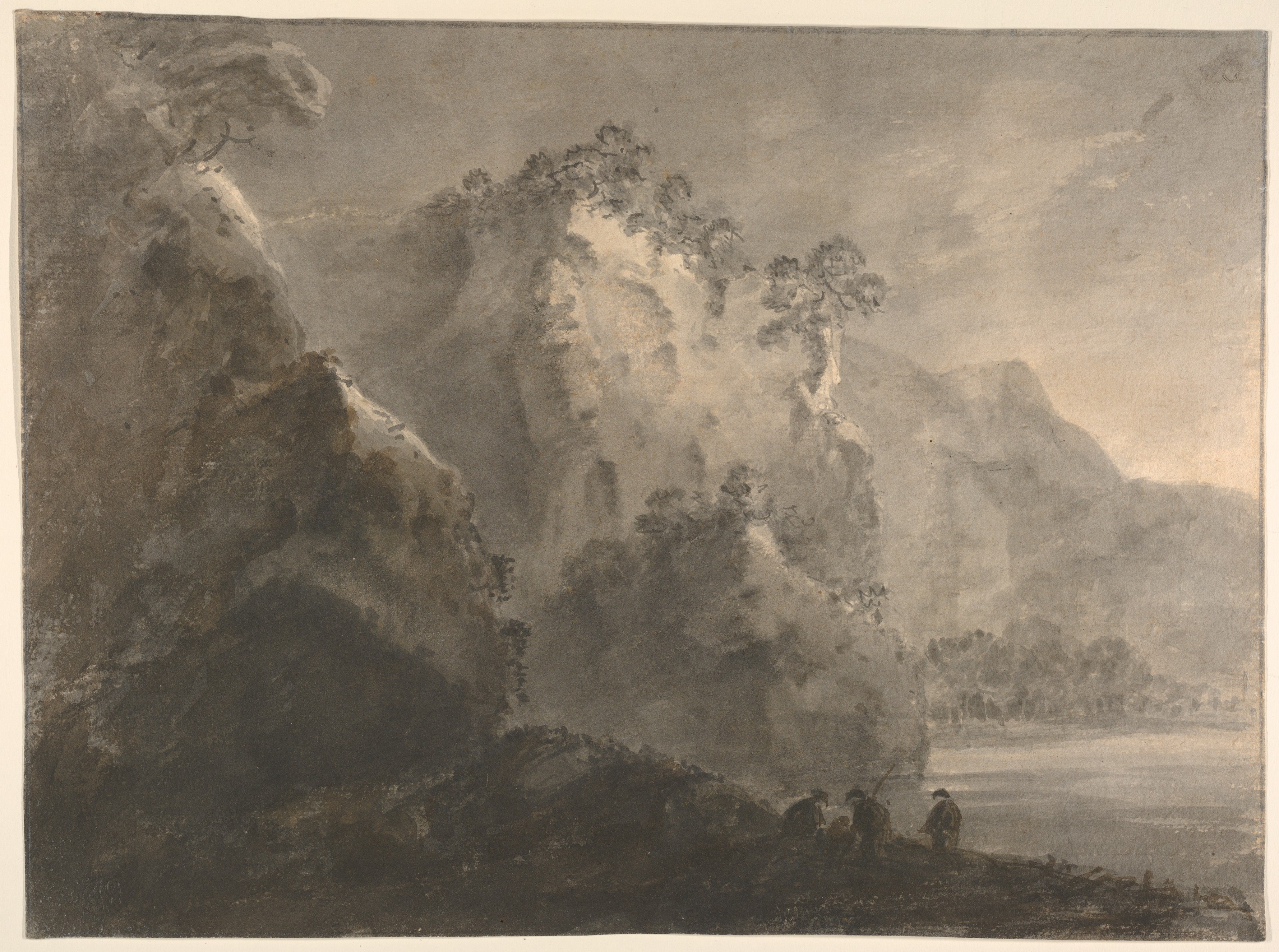
Пейзаж с холмами и озером. Тонированная бумага, тушь, перо, кисть. Метрополитен-музей, Нью-Йорк